# Medang Ara (Darul Ihsan)
Medang Ara is een bestuurslaag in het regentschap Aceh Timur van de provincie Atjeh, Indonesië. Medang Ara telt 256 inwoners (volkstelling 2010).